# Saloba
Saloba is een gemeente (commune) in de regio Ségou in Mali. De gemeente telt 35.000 inwoners (2009).